# Độc Cô thiên hạ (phim truyền hình)
Độc Cô thiên hạ (tiếng Trung: 独孤天下) là một bộ phim truyền hình Trung Quốc phát sóng năm 2018. Bộ phim kể về cuộc đời của chị em nhà Độc Cô nổi tiếng trong lịch sử Trung Quốc. Nó được công chiếu lần đầu trên Tencent vào ngày 21 tháng 2 năm 2018.

## Nội dung
Bộ phim lấy bối cảnh ở những năm cuối triều đình Bắc Chu đầy rối ren, loạn lạc. Vì một lời tiên đoán "Độc Cô thiên hạ" mà ba người con gái của trọng thần Độc Cô Tín là Bàn Nhược, Mạn Đà, Già La từng bước từ danh môn khuê tú lột xác thành những nữ nhân hoàng tộc. Trong đó, trưởng nữ Độc Cô Bàn Nhược (An Dĩ Hiên) một lòng muốn trở thành hoàng hậu, thực hiện tiên đoán Độc Cô thiên hạ, vì thế không tiếc từ bỏ tình yêu của mình là đại tư mã Vũ Văn Hộ (Từ Chính Khê), chấp nhận thành thân cùng Vũ Văn Dục (Trâu Đình Uy), gia nhập hoàng thất Bắc Chu và trở thành Minh Kính hoàng hậu. Tuy nhiên, Bàn Nhược vì yêu quyền lực mà vẫn dan díu với Vũ Văn Hộ, quyền thần thực sự nắm quyền lực của nhà Bắc Chu.
Thứ nữ Độc Cô Mạn Đà (Lý Y Hiểu) tham hư vinh, không muốn thành hôn cùng vị hôn phu Dương Kiên (Trương Đan Phong), trái lại đoạt đi hôn phu của muội muội Độc Cô Già La là Lý Trừng. Sau lại vì sự cố mà gả cho Đường quốc công Lý Bính, nhờ sinh hạ Lý Uyên mà trở thành quốc mẫu Đại Đường. Trong sự bấp bênh vẫn nhận trọng trách bảo vệ nhà Độc Cô, ấu nữ Độc Cô Già La (Hồ Băng Khanh), lại dựa vào sự thông tuệ và nghị lực của chính mình, ngoan cường sinh hoạt trong loạn thế. Tình cảm của nàng và Dương Kiên, bắt đầu từ một cuộc hôn nhân chính trị, dần biến thành lưỡng tình tương duyệt, hai người phu thê tình thâm cùng nhau liên thủ, thống nhất đất nước, trở thành Đại Tùy khai quốc Đế Hậu.

## Phân vai

### Nhân vật chính
- Hồ Băng Khanh vai Độc Cô Già La (Tùy Văn Hiến hoàng hậu)
- An Dĩ Hiên vai Độc Cô Bàn Nhược (Bắc Chu Minh Kính hoàng hậu)
- Lý Y Hiểu vai Độc Cô Mạn Đà (Đường Nguyên Trinh hoàng hậu)
- Trương Đan Phong vai Dương Kiên (Tùy Văn Đế)
- Từ Chính Khê vai Vũ Văn Hộ
- Ứng Hạo Minh vai Vũ Văn Ung (Bắc Chu Vũ Đế)

### Nhân vật phụ

#### Độc Cô gia
- Huỳnh Văn Hào vai Độc Cô Tín
- Điền Bột vai Độc Cô Thuận

#### Vũ Văn gia / Nhà Bắc Chu
- Tô Mậu vai Vũ Văn Thái (được truy tôn: Bắc Chu Văn Đế)
- Lý Thụy Siêu vai Vũ Văn Giác (Bắc Chu Hiếu Mẫn Đế)
- Dương Thái Doanh vai Nguyên Hồ Ma (Bắc Chu Hiếu Mẫu hoàng hậu)
- Trâu Đình Uy vai Vũ Văn Dục (Bắc Chu Minh Đế)
- Hoàng Tử Hi vai A Sử Na Vân (Bắc Chu Vũ Thành hoàng hậu)
- Trương Tử Tuyền vai Lý Nga Tư (Bắc Chu Thiên Nguyên Thánh hoàng thái hậu)
- Lưu Suất vai Vũ Văn Uân (Bắc Chu Tuyên Đế)
- Chu Địch Nhi vai Chu Mãn Nguyệt (Bắc Chu Thiên Đại hoàng hậu)
- Vương Di Văn vai Uất Trì Sí Phồn (Bắc Chu Thiên Tả Đại hoàng hậu)
- Lâm Tĩnh Triết vai Vũ Văn Xiển (Bắc Chu Tĩnh Đế)
- Thi Ninh vai Triệu Quý
- Vu Tử Khoang vai Uất Trì Huýnh

#### Dương gia / Nhà Tùy
- Lư Huy Khánh vai Dương Trung (được truy tôn: Tùy Vũ Nguyên Đế)
- Thượng Quang Đồng vai Lữ Khổ Đào
- Lý Y Hiểu vai Uất Trì Phùng Diệp
- Cao Tư Văn vai Dương Lệ Hoa (Bắc Chu Tuyên Đế Hoàng hậu/Lạc Bình Công chúa)
- Dương Tác Xán vai Dương Dũng
- Mã Ngang vai Trịnh Vinh

#### Lý gia / Nhà Đường
- Lưu Tinh Vũ vai Lý Bính (được truy tôn: Đường Nguyên đế)
- Cường Vũ vai Lý Trừng
- Trần Kha Phàm vai Lý Uyên (Đường Cao Tổ)

#### Các nhân vật khác
- Triệu Nghị Tân vai Ca Thư
- Vu Hâm Đồng vai A Kình
- Cố Ất Lượng vai Hà Tuyền
- Viên Hiểu Húc vai Xuân Thi
- Mộng Nam vai Hạ Ca
- Vu Tiểu Uyển vai Thu Từ
- Mã Phi vai Đông Khúc
- Lý Hạo Dương vai Xuân Diệp
- Mã Kính Hàm vai Nguyên Tu (Bắc Ngụy Hiếu Vũ Đế)
- Trương Tây vai Vương Thị
- Vương Tranh vai Cao Trạm (Bắc Tề Vũ Thành Đế)
- Lữ Nhất vai Lục Trinh

## Sản xuất
Phim được sản xuất tại phim trường Hoành Điếm (Trung Quốc) từ tháng 8 đến tháng 12 năm 2016.

## Âm nhạc
| Độc cô thiên hạ - Album nhạc phim gốc (独孤天下电视剧原声音乐大碟) | Độc cô thiên hạ - Album nhạc phim gốc (独孤天下电视剧原声音乐大碟) | Độc cô thiên hạ - Album nhạc phim gốc (独孤天下电视剧原声音乐大碟) | Độc cô thiên hạ - Album nhạc phim gốc (独孤天下电视剧原声音乐大碟) |
| STT                                                                | Nhan đề                                                            | Phổ nhạc                                                           | Thời lượng                                                         |
| ------------------------------------------------------------------ | ------------------------------------------------------------------ | ------------------------------------------------------------------ | ------------------------------------------------------------------ |
| 1.                                                                 | "Độc cô thiên hạ (独孤天下)" (Nhạc dạo đầu phim)                   | Lý Ngọc Cương                                                      |                                                                    |
| 2.                                                                 | "Bồ đề kệ (菩提偈)" (Nhạc dạo cuối phim)                           | Lưu Tích Quân                                                      |                                                                    |
| 3.                                                                 | "Độc cô (独孤)" (Ca khúc sử dụng trong phim)                       | Kim Sa                                                             |                                                                    |
| 4.                                                                 | "Hồng trần niễn (红尘辗)" (Ca khúc sử dụng trong phim)             | Uông Tiểu Mẫu và Lý Vĩ                                             | 4:03                                                               |